# Erannis venosaria
Erannis venosaria är en fjärilsart som beskrevs av Galvagni 1948. Erannis venosaria ingår i släktet Erannis och familjen mätare. Inga underarter finns listade i Catalogue of Life.